# Dendronephthya erinacea
Dendronephthya erinacea is een zachte koraalsoort uit de familie Nephtheidae. De koraalsoort komt uit het geslacht Dendronephthya. Dendronephthya erinacea werd in 1905 voor het eerst wetenschappelijk beschreven door Kükenthal. 